# Bad Ass: Twardziel
Bad Ass: Twardziel (ang. Bad Ass) – amerykański film sensacyjny z 2012 roku w reżyserii Craiga Mossa. Wyprodukowana przez Samuel Goldwyn Films i 20th Century Fox. W filmie występują Danny Trejo, Charles S. Dutton i Ron Perlman.

## Fabuła
Frank Vega (Danny Trejo) jest boleśnie doświadczonym przez los bohaterem z Wietnamu. Gdy zamordowany zostaje jego najlepszy przyjaciel, Vega postanawia przeprowadzić śledztwo na własną rękę. Wpada na trop wielkiej afery z udziałem burmistrza i gangsterów.

## Obsada
- Danny Trejo jako Frank Vega
- Charles S. Dutton jako Panther
- Ron Perlman jako burmistrz Williams
- Chris Spencer jako Martin Sr.
- Craig Sheffer jako Attorney
- Duane Whitaker jako Rex
- Ezra Buzzington jako Feeble Clerk
- Frank Maharajh jako detektyw Shah
- Harrison Page jako Klondike
- Isabella Cascarano jako Agata
- Jennifer Blanc jako Frances
- Jillian Murray jako Lindsay

i inni.